# تپه قیز قلعه
تپه قیز قلعه مربوط به دوران‌های تاریخی پس از اسلام است و در شهرستان قزوین، بخش کوهین، روستای ساربانک واقع شده و این اثر در تاریخ ۲۵ خرداد ۱۳۸۱ با شمارهٔ ثبت ۵۷۲۰ به‌عنوان یکی از آثار ملی ایران به ثبت رسیده است.